# یواس‌اس استرتونت (دی‌یی-۲۳۹)
یواس‌اس استرتونت (دی‌یی-۲۳۹) (به انگلیسی: USS Sturtevant (DE-239)) یک کشتی بود که طول آن ۳۰۶ فوت (۹۳ متر) بود. این کشتی در سال ۱۹۴۲ ساخته شد.